# Campionati del mondo di ciclismo su strada 1963
I Campionati del mondo di ciclismo su strada 1963 si disputarono a Ronse in Belgio l'11 agosto 1963.
Furono assegnati quattro titoli:
- Prova in linea Donne, gara di 66 km
- Prova in linea Uomini Dilettanti, gara di 197,000 km
- Cronometro a squadre Uomini Dilettanti, gara di 100 km
- Prova in linea Uomini Professionisti, gara di 278,800 km

## Storia
Con Rik Van Looy alla ricerca, davanti al pubblico di casa, della terza affermazione mondiale e un circuito disegnato apposta per le sue caratteristiche di velocista, il belga rappresentava ancora il principale favorito alla vittoria finale. Durante lo sprint però, il giovane connazionale Benoni Beheyt, che doveva tiragli la volata non si scansò per far passare il capitano, lo respinse anche con una spinta e al fotofinish fu dichiarato campione del mondo. Su settanta corridori partiti, trentasei conclusero la prova.
L'Italia confermò, con Flaviano Vicentini, il titolo in linea dilettanti, mentre la cronometro a squadre fu vinta dalla Francia. Tra le donne tornò alla vittoria la belga Yvonne Reynders, al terzo titolo mondiale dopo quelli di 1959 e 1961 e l'argento del 1962.

## Medagliere
| Pos.   | Nazione          | Oro | Argento | Bronzo | Totale |
| ------ | ---------------- | --- | ------- | ------ | ------ |
| 1      | Belgio           | 2   | 2       | 0      | 4      |
| 2      | Italia           | 1   | 1       | 0      | 2      |
| 2      | Francia          | 1   | 1       | 0      | 2      |
| 4      | Unione Sovietica | 0   | 0       | 2      | 2      |
| 5      | Paesi Bassi      | 0   | 0       | 1      | 1      |
| 5      | Germania Ovest   | 0   | 0       | 1      | 1      |
| Totale | Totale           | 4   | 4       | 4      | 12     |

## Sommario degli eventi
| Eventi                        | Oro                                    | Tempo                      | Argento                               | Tempo | Bronzo                                                         | Tempo |
| Uomini Professionisti         |                                        |                            |                                       |       |                                                                |       |
| Gara in linea dettagli        | Benoni Beheyt Belgio                   | 7h25'26" Media 37,554 km/h | Rik Van Looy Belgio                   | s.t.  | Jo de Haan Paesi Bassi                                         | s.t.  |
| Uomini Dilettanti             |                                        |                            |                                       |       |                                                                |       |
| Gara in linea dettagli        | Flaviano Vicentini Italia              | 5h10'20"                   | Francis Bazire Francia                | s.t.  | Winfried Bölke Germania Ovest                                  | s.t.  |
| Cronometro a squadre dettagli | Francia Bechet, Motte, Bidault, Chappe | 2h05'45"                   | Italia Maino, Fabbri, Grassi, Zandegù | a 37" | Unione Sovietica Kapitonov, Saidschushin, Melichov, Olizarenko | a 38" |
| Donne                         |                                        |                            |                                       |       |                                                                |       |
| Gara in linea dettagli        | Yvonne Reynders Belgio                 | ?                          | Rosa Sels Belgio                      | ?     | Aïno Pouronen Unione Sovietica                                 | ?     |